# Ашок Феррей
Ашок Феррей (англ.  Ashok Ferrey; 1 сентября 1957, Коломбо) — писатель, иллюстратор и дизайнер Шри-Ланки.
Родился на Шри-Ланке, в 8 лет переехал в Сомали, куда был направлен его отец — сотрудник одной из организаций ООН. Окончил Бенедиктинскую школу при Аббатстве Уорт в Суссексе и колледж Христа Оксфордского университета, где изучал математику. В последующем 8 лет работал на стройках Брикстона. В возрасте 30 лет вернулся на Шри-Ланку и поселился в Коломбо.
Пишет на английском языке рассказы и повести, которые отличаются занимательным сюжетом и юмором. Книги издаются главным образом в индийском издательстве Penguin Random House India.
Читает также лекции по истории западной архитектуры в Школе архитектуры Коломбо, ведет телевизионную программу «Искусство и архитектура с Ашоком». В свободное время работает персональным тренером по фитнесу. Автор сценария короткометражного фильма «Слон» (2015).

## Семья
- Сын Rehan Mudannayake, кинорежиссёр